# مرثیه هیلبیلی
مرثیه هیلبیلی: خاطره‌ای از خانواده و فرهنگ در بحران (انگلیسی: Hillbilly Elegy: A Memoir of a Family and Culture in Crisis) شرح حال سال ۲۰۱۶ نوشتهٔ جی. دی. ونس است. این کتاب دربارهٔ طرز فکر آپالاشیایی خانوادهٔ کنتاکی نویسنده و مشکلات اجتماعی و اقتصادی زادگاهش میدلتاوون، اوهایو است که در آن والدین مادرش زمانی که جوان بودند نقل مکان کردند.
در سال ۲۰۲۰، از این شرح حال فیلمی به همین نام به کارگردانی ران هاوارد و با بازی ایمی آدامز و گلن کلوز اقتباس شد.